# Układ mikrokanoniczny
Układ mikrokanoniczny – w fizyce statystycznej interpretacja układu wielu cząstek opisywanych rozkładem mikrokanonicznym, gdzie prawdopodobieństwo każdego mikrostanu jest jednakowe.

## Własności układu
Układ mikrokanoniczny to taki, który jest całkowicie izolowany, tzn. że:
1. nie wymienia cząstek z otoczeniem {\displaystyle \left({\frac {\partial N}{\partial t}}=0\right)}
2. nie wymienia energii z otoczeniem (izolowany adiabatycznie)
3. ma stałą objętość {\displaystyle \left({\frac {\partial V}{\partial t}}=0\right)}

### Suma statystyczna
W układzie definiujemy mikrokanoniczną sumę statystyczną, która dla układów dyskretnych jest po prostu liczbą wszystkich mikrostanów (Σ).
Dla układów ciągłych:
{\displaystyle \Omega (E)=\lim _{\Delta E\to 0}~\int \limits _{E<H<E+\Delta E}\;d{\Gamma _{N}}}
lub
{\displaystyle \Omega (E)=\partial _{E}\int \limits _{H<E}\;d{\Gamma _{N}}}
gdzie:
Ω – mikrokanoniczna suma statystyczna
H – Hamiltonian układu
E – energia
N – liczba cząstek
{\displaystyle d{\Gamma _{N}}={\frac {d^{N}{\vec {r}}d^{N}{\vec {p}}}{N!h^{3N}}}}
h – stała Plancka

### Prawdopodobieństwo mikrostanów
Gdy energia i-tego stanu jest mniejsza od E to:
{\displaystyle p_{i}={\frac {1}{\Omega }},}
w innym przypadku:
{\displaystyle p_{i}=0.}

## Związek z termodynamiką
Wtedy entropia układu wynosi:
{\displaystyle S=k\ln(\Omega )}
(dla układów dyskretnych – {\displaystyle S=k\ln(\Sigma )}) i w granicy termodynamicznej jest równa entropii termodynamicznej.